# Роберт III де Ламарк
Робер III де Ламарк, сеньор де Флёранж (фр. Robert III de la Marck, dit Fleuranges; 1491 — 21 декабря 1537) — товарищ детских игр и полководец французского короля Франциска I, произведённый им в маршалы Франции. Происходил из седанской ветви дома Ламарков.

## Биография
Его отец, Робер II де Ламарк, всю жизнь умело балансировал между Валуа и Габсбургами.  Молодой Флеранж, наоборот, отличался безраздельной преданностью французской короне. В 1510 году он обвенчался с племянницей кардинала Амбуаза, за которой полагалось приданое в виде графства Брен (фр.) в Пикардии, но уже через три месяца поехал на войну в Ломбардию, где прославил себя взятием Вероны.
В 1512 году король направил Робера к отцу во Фландрию с тем, чтобы собрать ополчение для итальянской кампании. В неудачных для французов битвах при Равенне, Новаре и Алессандрии он принимал участие, а при Асти получил, по собственному сообщению, «46 ран». В 1515 году бился рядом с королём при Мариньяно (где под ним убило лошадь), взял Кремону, но был отозван из Италии тяжело больным отцом.
После смерти императора Максимилиана в 1519 году «предприимчивый Флёранж» в числе других вельмож ездил в Германию, чтобы убедить курфюрстов избрать короля Франции его преемником на имперском престоле. При возобновлении военных действий занял Люксембург, а в 1525 году вместе с королём сдался в плен при Павии. Пока император держал его пленником в Испании, маршал де Флёранж написал мемуары, которые увидели свет в 1735 году.
В 1536 году Флёранж возобновил службу с обороны Перонна в Пикардии. Узнав о смерти отца, он оставил двор в Амбуазе и направился в Седанское княжество, но по пути заболел и умер. Его тело было погребено в семейной усыпальнице в Седане. Наследовал ему сын, Робер IV де Ламарк, титулярный герцог де Бульон.

## Сочинения
- Robert III de La Marck. Mémoires du maréchal de Florange, dit le Jeune Adventureux. Paris, H. Laurens, 1913—1924, 2 vol.